# Azusa Iwashimizu
Azusa Iwashimizu, född 14 oktober 1986 i Takizawa, Iwate, är en japansk fotbollsspelare som tog OS-silver i damfotbollsturneringen vid de olympiska fotbollsturneringarna 2012 i London. 